# Montferrati Rainer
Montferrati Renier (1162–1183) III. Vilmos montferrati őrgróf ötödik fia, 1179-től I. Mánuel bizánci császár veje és a Caesar cím birtokosa, aki később hatalmi harcokban vesztette életét.
Maga Mánuel javasolta a házasságot III. Vilmos egyik fia és saját leánya, Mária között. Az egyetlen szóba jöhető vőlegény a legfiatalabb utód, a 17 éves Renier volt (négy fivére: Vilmos, Konrád, Bonifác és Frigyes már elkelt). Miután elvette a 30 éves hercegnőt, Renier elnyerte a caesari (görögösen kaiszari) címet, és feltehetően a pronoia keretében birtokot kapott Thesszaloniké környékén. Mária a második volt az öröklési sorban, és csak sokkal fiatalabb féltestvére, a későbbi II. Alexiosz születése után esett el a trónra kerülés lehetőségétől. Renier akaratán kívül így lett a konstantinápolyi trón körüli folyamatos hatalmi harcok részese.
1180 szeptemberében elhunyt Mánuel, és fia, a kis Alexiosz lett a császár édesanyja, Antiochiai Mária régenssége alatt. A császárnő nagy botrányt kavart, amikor Alexiosz protoszebasztosz lett a szeretője, ami csak növelte a latinbarátsága miatti elégedetlenséget. Az udvarban összeesküvést szőttek, hogy Máriát és Renier-t tegyék trónra, azonban a szervezkedésre fény derült, és több résztvevőjét letartóztatták. Renier és felesége a Hagia Szophia katedrálisban keresett menedéket vagy 150 támogatójukkal egyetemben. Azonban még itt is csetepaté alakult ki (később gúnyosan „szent háborúnak” nevezték, mivel a legszentebb helyek egyikén történt), végül az összeesküvőknek amnesztiát ajánlottak a fegyvernyugvásért cserébe.
Azonban a császár és a trónkövetelők is egy új bitorló áldozatául estek: fogságából szabadulva hadsereg élén megérkezett Komnénosz Andronikosz, aki II. Alexiosszal társcsászárának ismertette el magát, később pedig meggyilkoltatta. Renier – hasonlóan Konstantinápoly latin lakosságához – mint rivális örökösjelölt osztozott a császár sorsában.